# Esmeralda (telenovela)
Esmeralda je meksička telenovela produkcijske kuće Televisa koja se 1998. i 1999. prikazivala u Hrvatskoj. Glavne uloge imali su Leticia Calderón i Fernando Colunga.

## Sažetak
Jedne olujne noći,  Dominga porađa dječaka, čija majka nedugo zatim umire. U međuvremenu, na imanju obitelji Peñarreal, Blanca De Velasco de Peñarreal također rađa. Njen suprug, Don Rodolfo Peñarreal, nestrpljivo čeka kraj poroda u nadi da će dobiti sina. Njihov liječnik ne stiže na imanje jer je oluja prejaka. Obitelj stoga poziva Domingu, koja im donosi dijete.
Blancino je dijete djevojčica i očito mrtvorođenče. Dominga tada kaže Crisanti, obiteljskoj dadilji, o dječaku koji se rodio iste te noći i ostao siroče, te one odluče zamijeniti djecu dok je Blanca još u nesvijesti. Crisanta stoga daje Domingi Blancine smaragdne naušnice u zamjenu za njenu šutnju.
Dominga se vraća kući s beživotnom djevojčicom u naručju. Nedugo nakon toga, djevojčica počne plakati. Shvativši da je napravila strašnu pogrešku, Dominga odlučuje podići djevojku kao svoju i daje joj ime Esmeralda.
Osamnaest godina kasnije, Peñarreali se vraćaju na svoje imanje nakon boravka u Mexico Cityju. Dječak rođen one noći, José Armando Peñarreal, u potpunosti je odrastao. Esmeralda, koja je rođena slijepa, još uvijek živi s Domingom. Kasnije se Esmeralda i José Armando zaljubljuju, na veliko nezadovoljstvo Don Rodolfa.

## Uloge
| Glumac              | Lik                                                 |
| ------------------- | --------------------------------------------------- |
| Leticia Calderón    | Esmeralda Peñarreal de Velasco                      |
| Fernando Colunga    | José Armando Peñarreal de Velasco                   |
| Enrique Lizalde     | Don Rodolfo Peñarreal                               |
| Laura Zapata        | Fátima Linares Ud. de Peñarreal                     |
| Ana Patricia Rojo   | Georgina Pérez-Montalvo                             |
| Salvador Pineda     | Dr. Lucio Malaver                                   |
| Ignacio López Tarso | Melesio                                             |
| Gustavo Rojo        | Dr. Bernardo Pérez-Montalvo                         |
| Irán Eory           | Sestra Piedad                                       |
| Noé Murayama        | Fermín                                              |
| Elsa Cárdenas       | Hortencia Lazcano                                   |
| Raúl Padilla        | Trolebús                                            |
| Dina de Marco       | Crisanta                                            |
| Elsa Navarrete      | Aurora                                              |
| Esther Rinaldi      | Flor de la Caridad 'Florecita' Lucero               |
| Juan Carlos Serrán  | Dionisio Lucero #1                                  |
| Rafael Amador       | Dionisio Lucero #2                                  |
| Juan Pablo Gamboa   | Dr. Álvaro Lazcano                                  |
| María Luisa Alcalá  | Doña Socorro 'Socorrito'                            |
| Alejandro Ruiz      | Adrián Lucero                                       |
| Nora Salinas        | Graciela 'Gracielita' Peñarreal Linares de Valverde |
| Rafael del Villar   | Sebastián Robles-Gil                                |
| Sergio Jurado       | Odvjetnik Joaquín Estrada                           |
| Raquel Morell       | Blanca De Velasco de Peñarreal                      |
| Raquel Pankowsky    | Juana                                               |
| Raquel Olmedo       | Dominga                                             |
| Gustavo Aguilar     | Anuar                                               |
| Gabriela Aponte     | Benita                                              |
| Alejandro Ávila     | Designer                                            |
| Eduardo Cáceres     | Femio                                               |
| José Antonio Coro   | Lic. Díaz Mirón                                     |
| Roberto D'Amico     | Gustavo Valverde                                    |
| Gabriela del Valle  | Zoila                                               |
| Odín Dupeyrón       | Gabino                                              |
| Paola Flores        | Tomasa                                              |
| Dacia González      | Rita Valverde                                       |
| Isadora González    | Tania                                               |
| Jesús Lara          | Tomás                                               |
| Alma Rosa López     | Maribel                                             |
| Melba Luna          | Epifania                                            |
| Lorena Martínez     | Sestra Lucila                                       |
| Fabrizio Mersini    | Luis                                                |
| María Morena        | Doris Camacho                                       |
| Genoveva Moreno     | Zenaida                                             |
| Ursula Murayama     | Jacinta                                             |
| Genoveva Pérez      | Eufraria                                            |
| Jaime Puga          | Lino                                                |
| Carlos Ramírez      | Dr. Ramos                                           |
| Juan Ríos           | Claudio                                             |
| José Luis Rojas     | Eleno                                               |
| Mauricio Rubi       | Facundo                                             |
| Roberto Ruy         | Indijanac Ofelio                                    |
| Dolores Salomón     | Tula                                                |
| Gabriela Salomón    | Petra                                               |
| Cuco Sánchez        | Don Cuco                                            |
| Alberto Santini     | Nacho                                               |
| Irma Torres         | Altagracia                                          |
| Marco Uriel         | Emiliano Valverde                                   |
| Horacio Vera        | Ciriaco                                             |
| Natasha Dupeyrón    | Esmeralda (kao djevojčica)                          |